# 托洛茨基主义国际联络委员会
托洛茨基主义国际联络委员会（英語：Trotskyist International Liaison Committee）是一个已不存在的托洛茨基主义国际组织。该组织成立于1979年，由英国的工人社会主义联盟创建。该组织的支持者还来自于意大利、丹麦、美国和土耳其。1984年，该组织解散。